# Weston Golf & Country Club
De Weston Golf & Country Club is een golfclub en een countryclub in Canada.
De club werd opgericht in 1915 en bevindt zich in Toronto, Ontario. De club beschikt over een 18-holes-golfbaan met een par van 72 en werd ontworpen door de golfbaanarchitect Willie Park jr. Naast een golfbaan beschikt de club ook over een curlingbaan en een feestzaal.

## Golftoernooien
Voor het golftoernooi voor de heren is de lengte van de baan voor de heren 6209 m met een par van 72. De course rating is 73,5 en de slope rating is 135.
- Canadees Open: 1955